# Kuja
Kuja (rusky Куя) je řeka v Něneckém autonomním okruhu v Archangelské oblasti v Rusku. Je dlouhá 186 km. Plocha povodí měří 3600 km².

## Průběh toku
Protéká po západním okraji Bolšezemelské tundry. Její tok je velmi členitý. Ústí do průtoku Kujský šar a je tedy pravým přítokem Pečory.

## Vodní režim
Zdrojem vody jsou sněhové a dešťové srážky. Zamrzá v říjnu a rozmrzá v květnu.